# Estadio Olímpico de Amberes
El Estadio Olímpico de Amberes, también conocido como Olympisch Stadion o Kielstadion fue un estadio multiusos ubicado en la ciudad homónima en Bélgica. fue construido y usado como estadio principal en los Juegos Olímpicos de Amberes 1920. Es posible que Archibald Leitch estuviese involucrado en el diseño del estadio, pues realizó varias visitas realizadas antes de los Juegos Olímpicos.
El estadio fue remodelado entre los años 2001-2002. Fue usado como estadio principal por el club belga KFC Germinal Beerschot, hasta la desaparición de este en 2013. 

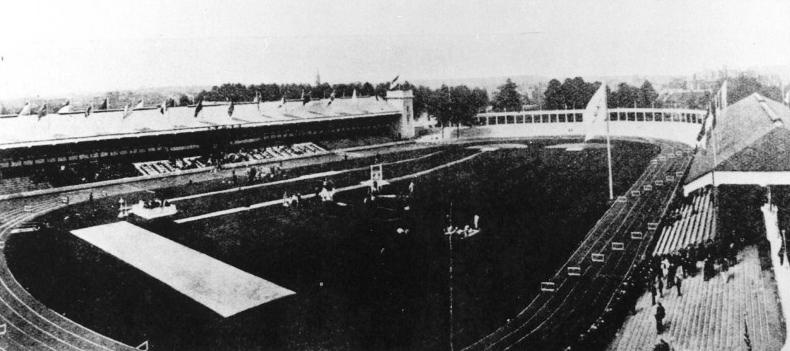
Estadio Olímpico en 1920
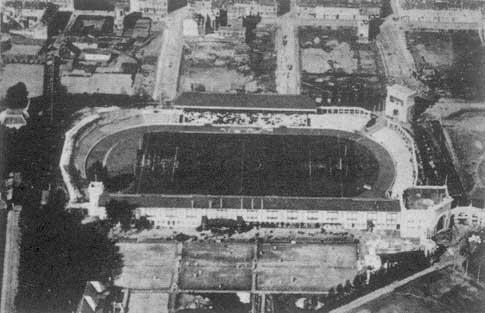
Imagen aérea de 1920